# Almendra (Salamanca)
Almendra é um município da Espanha na província de Salamanca, comunidade autónoma de Castela e Leão, de área 39,00 km² com população de 205 habitantes (2007) e densidade populacional de 5,26 hab/km².